# Cekowszczyzna
Cekowszczyzna, Ciekałowszczyzna (biał. Цякалаўшчына, Ciakałauszczyna; ros. Текаловщина, Tiekałowszczina) – wieś na Białorusi, w obwodzie mińskim, w rejonie nieświeskim, w sielsowiecie Łań, nad Ceprą.

## Historia
W dwudziestoleciu międzywojennym leżała w Polsce, w województwie nowogródzkim, w powiecie nieświeskim, do 1 października 1927 w gminie Lisuny, następnie w gminie Łań. W 1921 miejscowość liczyła 267 mieszkańców, zamieszkałych w 49 budynkach, wyłącznie Białorusinów wyznania prawosławnego.
Wieś położona była wówczas w pobliżu granicy ze Związkiem Sowieckim. Na początku lat 20. w Cekowszczyznie (Ciekałowszczyznie) mieściły się dowództwa kompanii 29 Batalionu Celnego, a następnie 29 Batalionu Straży Granicznej.
Po II wojnie światowej w granicach Związku Sowieckiego. Od 1991 w niepodległej Białorusi.